# 弗羅斯特男爵大衛·弗羅斯特
弗羅斯特男爵大衛·佐治·咸美頓·弗羅斯特，香港地区称为霍礼思，CMG，PC（1965年2月21日—），英国外交官，曾任脫歐事務首席談判代表，兼任首相府歐洲事務特別顧問，現任內閣辦公室國務大臣。

## 生平

### 早年
弗羅斯特生於德比，於1976年至1983年在諾定咸中學接受教育，其後獲牛津大學聖約翰學院錄取攻讀法语和历史，主修中世紀歐洲歷史與中世纪法語，畢業取得一等榮譽文學碩士。

### 外交仕途
1987年，弗羅斯特進入外交及聯邦事務部，旋即被派往尼科西亞到英國駐塞浦路斯高級專員公署供職，負責希臘裔賽普勒斯人的政治議題及賽普勒斯問題，並在當地學習希腊语。1993年，被派駐布魯塞爾於英國常駐歐盟代表處任職經濟及金融事務一等秘書，處理歐盟預算、欧洲联盟扩大至中欧的經濟和金融的衍生效果，以及欧元等事宜。爾後被調至位於紐約的英國常駐聯合國代表處，負責人權、社會及經濟事務。
回到伦敦後，任外交官主管約翰·克爾的私人秘書，同時為歐盟外事部副主管，掌管國際貿易議題和對巴尔干半岛、东欧關係事宜。
2001年，被擢升至經濟事務參贊，在英國駐法國大使館負責匯報法國的經濟和商業生活模式和對歐政策。其後再回倫敦，歐盟內務部副主管，兼任英國外交部歐盟事務處處長，帶領經濟與社會議題的工作，特別是當初對「工時指令」的抵抗，以及歐盟多年度財政預算的洽談。2005年英國輪任歐洲聯盟理事會主席國時，為英國外交領導層之一。
2006年5月至2008年10月，獲任女皇陛下駐丹麥大使。2006年，被授予聖米迦勒及聖喬治勳章三等勳爵士。2008年10月至2010年10月，任英國外交部策略及政策規劃處處長。此後，被調派到商業、創新及技能部任職三年，擔任英國政府內有關貿易政策的最高級官員。

### 離任外交部後
2013年，弗羅斯特離開外交及聯邦事務部，受聘為蘇格蘭威士忌協會的行政總裁，並於2016年受「Worshipful Company of Distillers」接納為「liveryman」。
時任外相鲍里斯·约翰逊履新後，2016年11月獲任為他的特別顧問，直至約翰遜2018年7月辭任。
2019年早期，成為倫敦商會總裁。除不時評論欧洲联盟、全球經濟和商務、多邊外交等事宜外，亦同時擔任疑歐智庫「Open Europe」顧問委員會成員，還有蘇格蘭政府的英國脫歐事務顧問。

### 重回政府
2019年7月鲍里斯·约翰逊拜相後，任首相辦公廳歐洲事務特別顧問暨內閣辦公廳脫歐事務首席談判代表。2020年1月31日，英國正式脫歐，自英國脫歐協議訂明的過渡期生效起，轉任內閣辦公廳歐洲工作小組（Task Force Europe）首席談判代表，仍繼續留任首相府歐洲事務特別顧問。
2020年6月28日，被約翰遜提名晉爵，並獲委任為國家安全顧問於同年9月上任，接替馬克·塞德威爾。據金融時報報道，軍方批評弗羅斯特不夠資格。同時有前任內閣秘書長和前任國家安全顧問認為，以特別顧問形式任命國家安全顧問，會破壞公務員的中立性。前任首相文翠珊亦抨擊此舉，稱弗羅斯特未能顯示其國家安全層面的專長。目前，因弗羅斯特帶領對歐談判事務，現由副國家安全顧問大衛·誇裡署理國家安全顧問職務。
2021年12月18日，弗罗斯特向政府提交辞呈，他表示对政府“目前的方向感到担忧”。他列举了鲍里斯·约翰逊的加税、净零承诺和防疫政策等问题，作为其辞职的理由。英国外长伊丽莎白·特拉斯暂时代理此职位。

## 個人生活
弗羅斯特與首任妻子杰奎琳·伊利沙伯·迪亞斯（Jacqueline Elizabeth Dias）於1993年結婚，2018年離婚。現任妻子哈莉特·馬修斯亦是大使，於2018年成婚。